# Metropolitana di Chengdu
La metropolitana di Chengdu (成都地铁S, Chéngdū dìtiěP) è il sistema di metropolitana a Chengdu in Cina.

## Storia
La costruzione della linea 1 ebbe inizio nel dicembre 2005; la prima tratta fu aperta nel settembre 2010.
Negli anni successivi la rete si espanse rapidamente fino all'estensione attuale.

### Progetti
Sono in costruzione i prolungamenti delle linee 3, 5, 6 e 7.

## Linee

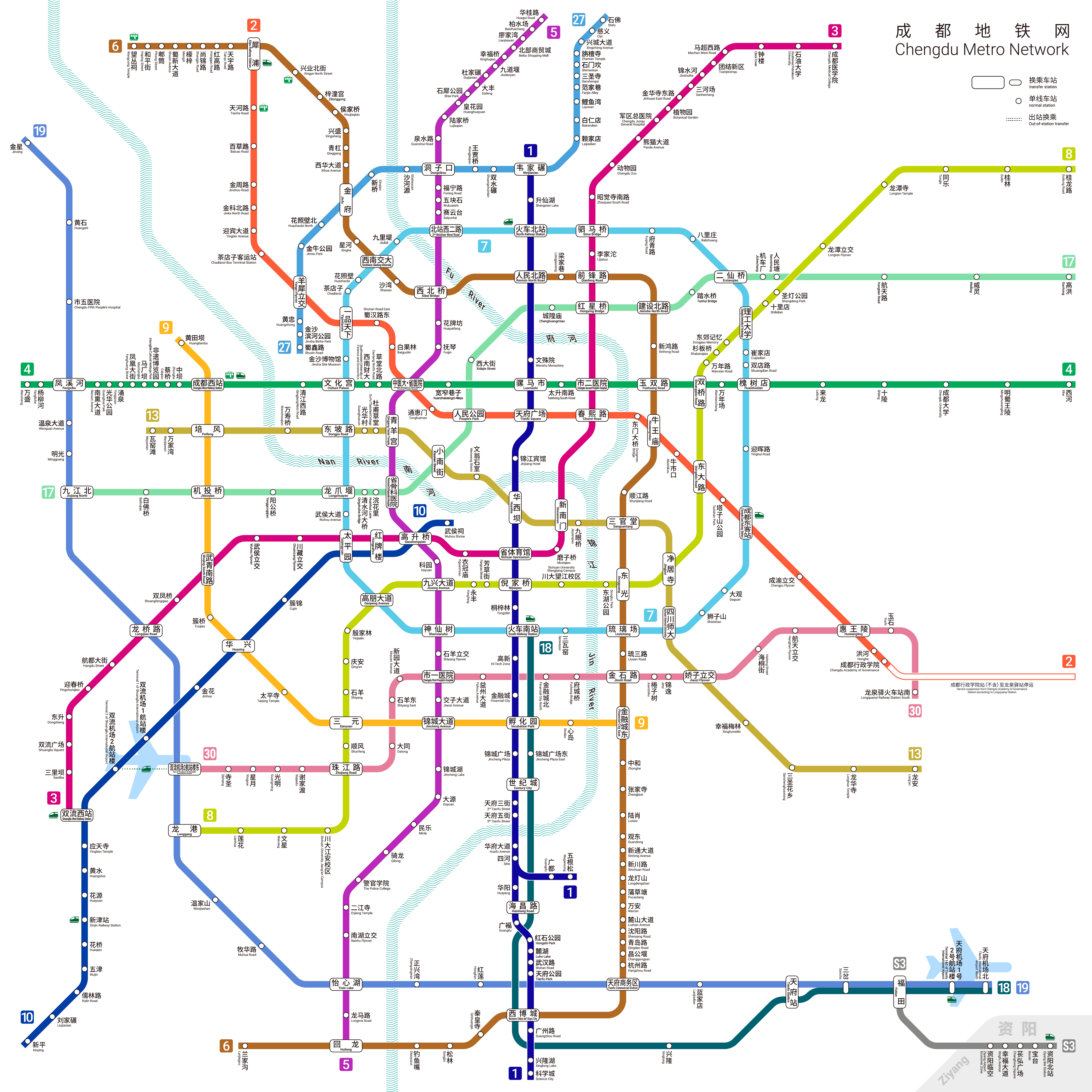
Mappa della rete metropolitana di Chengdu

| Linea | Percorso                                                 | Inaugurazione | Ultima estensione | Lunghezza | Stazioni |
| ----- | -------------------------------------------------------- | ------------- | ----------------- | --------- | -------- |
| 1     | Weijianian-Wugensong/Science City                        | 2010          | 2018              | 40,9      | 35       |
| 2     | Xipu-Longquanyi                                          | 2012          | 2014              | 42,2      | 32       |
| 3     | Shuangliu West Station-Chengdu Medical College           | 2016          | 2018              | 50,5      | 37       |
| 4     | Wansheng-Xihe                                            | 2015          | 2017              | 43,1      | 30       |
| 5     | Huagui Road-Huilong                                      | 2019          | 2019              | 49        | 41       |
| 6     | Wangcong Temple-Lanjiagou                                | 2020          | 2020              | 69,7      | 56       |
| 7     | linea circolare                                          | 2017          | 2017              | 38,6      | 31       |
| 8     | Lianhua-Shilidian                                        | 2020          | 2020              | 28,8      | 25       |
| 9     | Huangtianba-Financial City East                          | 2020          | 2020              | 21,8      | 13       |
| 10    | Taipingyuan-Xinping                                      | 2017          | 2019              | 37,9      | 16       |
| 17    | Jitouqiao-Jinxing                                        | 2020          | 2020              | 25,3      | 9        |
| 18    | South Railway Station-Tianfu International Airport North | 2020          | 2020              | 67,9      | 9        |